# Lomavren
Lomavren är ett språk som talas av romer och är en blandning av romani och armeniska. När romerna vandrade till Europa på 1000-talet kom de genom Armenien och fick då med sig många armeniska lånord. Lomavren är den romska dialekt som är starkast influerat av armeniskan.